# Wilhelm Woratschka
Wilhelm Woratschka (9. září 1837 Praha – 3. března 1882 Královské Vinohrady) byl rakouský a český advokát a politik německé národnosti, v 70. letech 19. století poslanec Českého zemského sněmu.

## Biografie
Vystudoval práva na Karlo-Ferdinandově univerzitě v Praze. Roku 1862 získal titul doktora práv. Od roku 1878 působil jako zemský advokát v Rumburku. Byl členem spolku Verein für Geschichte der Deutschen in Böhmen. Profesí byl zemským advokátem v Rumburku.
V 70. letech 19. století se zapojil i do zemské politiky. V zemských volbách v roce 1870 byl zvolen na Český zemský sněm za kurii venkovských obcí (obvod Rumburk – Varnsdorf). Politicky se profiloval jako německý liberál (takzvaná Ústavní strana, liberálně a centralisticky orientovaná, odmítající federalistické aspirace neněmeckých etnik). Do sněmu se vrátil v doplňovacích volbách v říjnu 1872, konaných poté, co rezignoval poslanec Friedrich Tietz.
Zemřel v březnu 1882, ve věku 44 let.